# Площа Шевченка (Біла Церква)
Площа Шевченка — одна з центральних площ у Білій Церкві. Розташована між перехрестям вулиця Гагаріна — вулиця Шевченка та вулицею Ярослава Мудрого..